# Curcuma sylvatica
Curcuma sylvatica är en enhjärtbladig växtart som beskrevs av Theodoric Valeton. Curcuma sylvatica ingår i släktet Curcuma och familjen Zingiberaceae. Inga underarter finns listade i Catalogue of Life.